# شينونسو
 شينونسو ، (بالإنجليزية: Chenonceaux)‏، نطق (الفرنسية:ɔ̃nɔ̃so)، هي بلدية فرنسية في إقليم أندر ولوار في وسط فرنسا.